# 飛驒河合パーキングエリア

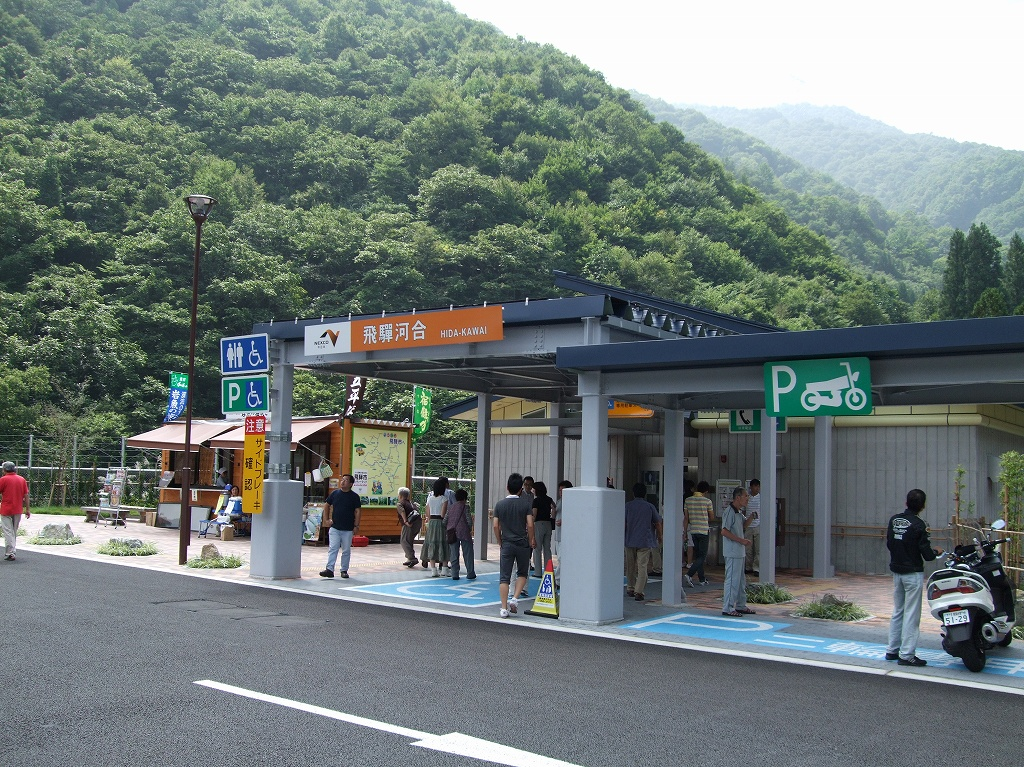
飛驒河合PA（下り・富山方面）

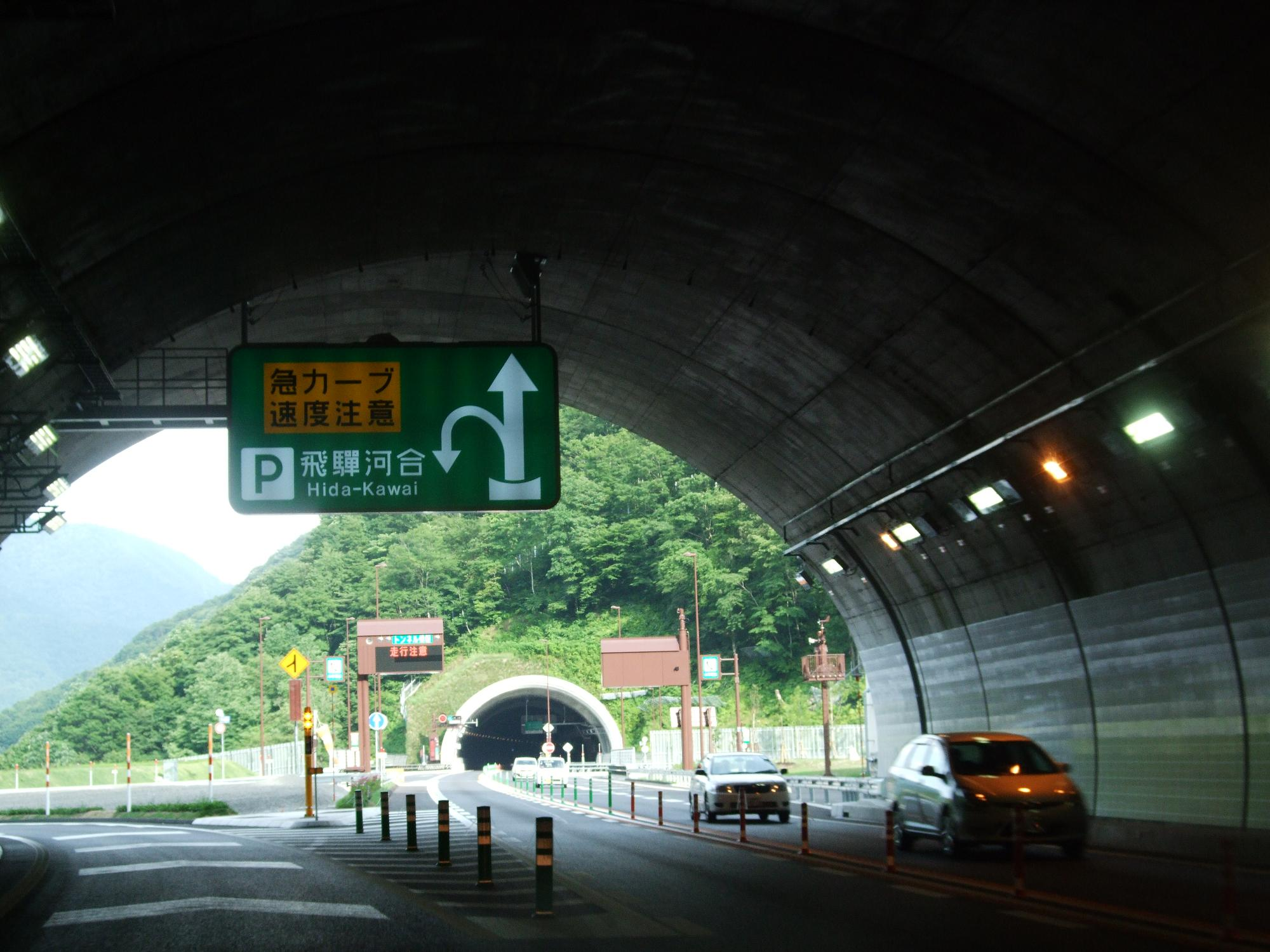
飛驒河合PAへの分岐

飛驒河合パーキングエリア（ひだかわいパーキングエリア）は、岐阜県飛驒市の東海北陸自動車道上にあるパーキングエリア (PA) である。

## 概要
2008年（平成20年）7月5日の飛驒清見インターチェンジ (IC) - 白川郷ICの開通と同時にオープンした。同区間の飛驒トンネル建設時には、建設基地として使用されていた。下りPAからは飛驒トンネルの坑口を近くから見ることができる。
上りPA内にはヘリポートが設置されている。これは主に高速道路上で起こった事故等による高度救急医療の搬送用として使われる予定である。
前後を保トンネルと飛驒トンネルに囲まれているため、PAへの減速車線はトンネル内にかかっている。また、PAの出口ランプには緊急時に進入してくるのを防ぐためトンネル用の信号機が設置されている。
以前、当PAには飛驒市の要望により社会実験（時間・車種限定）としてスマートIC（小矢部砺波方面へのハーフインターチェンジ）が設置されていた。当初は2008年5月 - 11月に実施する予定であったが、飛驒トンネル工事の遅れにより同区間の開通が遅れたため実験期間は7月 - 11月の約5か月間に短縮されることとなった。実験は、11月30日午後9時で終了した。協議会が実験結果を踏まえ協議した結果、予想を大幅に下回る通行量で予定通りの通行量にならなかったことや、接続道路となる下小鳥ダム沿いを走る岐阜県道478号清見河合線や飛驒河合スマートICまでの取り付け道路の幅が狭小であり、危険であることなどを理由に2009年（平成21年）2月16日、正式に事業中止を決定した。
売店は11月 - 4月下旬まで積雪のため営業を休止している。

## 道路
- E41 東海北陸自動車道

## 施設

### 上り線（名古屋・大阪方面）
- 駐車場
  - 大型 : 5台
  - 小型 : 10台
- トイレ
  - 男性 : 大2（和式1・洋式1）・小3
  - 女性 : 5（和式1・洋式4）
    - 同伴の男児用 : 1

  - 車椅子用 : 1
- 自動販売機
- ハイウェイ情報ターミナル

### 下り線（金沢・新潟方面）
- 駐車場
  - 大型 : 5台
  - 小型 : 10台
- トイレ
  - 男性 : 大2（和式1・洋式1）・小3
  - 女性 : 5（和式1・洋式4）
    - 同伴の男児用 : 1

  - 車椅子用 : 1
- 自動販売機
- 売店（カプセルショップ、4月28日から11月4日の土・日・祝日およびお盆期間等の10:00 - 17:00のみ営業）
- ハイウェイ情報ターミナル

## その他
元来の計画では、東海北陸道がもう少し北を通ることとなっていて、明かり区間も現道より長く取られていたが、雪崩の危険性を考慮して現在のコースへと計画変更された。その際に、分岐合流の余裕が少ないことや、隣のPAと近いこともあり、当PAの計画が撤回されそうになったが、長大トンネルが連続する区間での緊急事態を考慮して、2年あまりの交渉の末にPAが設置されることとなった。

## 隣
E41 東海北陸自動車道
(13)飛驒清見IC - 飛驒河合PA - (14)白川郷IC